# 1859 w muzyce
Wydarzenia muzyczne w 1859 roku.

## Wydarzenia
- 2 lutego – na Uniwersytecie w Sankt Petersburgu miała miejsce premiera „Overture on Three Russian Themes” Milija Bałakiriewa[1][2]
- 22 stycznia – w hanowerskim Royal Theatre, miała miejsce publiczna premiera Piano Concerto no.1 op.15 Johannesa Brahmsa[1][2]
- 25 stycznia – w wiedeńskiej Sophiensaal miała miejsce premiera walca „Hell und Voll” op.216 Johanna Straussa (syna)[1][2]
- 31 stycznia – w wiedeńskiej Sophiensaal miała miejsce premiera walca „Irrlichter” op.218 Johanna Straussa (syna)[1][2]
- 8 lutego – w wiedeńskiej Sophiensaal miała miejsce premiera walca „Promotionen” op.221 Johanna Straussa (syna)[1][2]
- 17 lutego – w rzymskim Teatro Apollo odbyła się premiera opery Bal maskowy Giuseppe Verdiego[1][2]
- 22 lutego – w wiedeńskim Sperl Ballroom miała miejsce premiera „Auroraball-Polka” op.219 Johanna Straussa (syna)[1][2]
- 27 lutego – w wiedeńskiej Redoutensaal miała miejsce premiera walca „Schwungräder” op.223 Johanna Straussa (syna)[1][2]
- 7 marca – w wiedeńskim Sperl Ballroom miała miejsce premiera walca „Deutsche” op.220 Johanna Straussa (syna)[1][2]
- 19 marca – w paryskim Théâtre-Lyrique miała miejsce prapremiera opery Faust Charles’a Gounoda[1][2]
- 3 kwietnia – w wiedeńskiej Redoutensaal miała miejsce premiera „Gebet” D.815 Franza Schuberta[1][2]

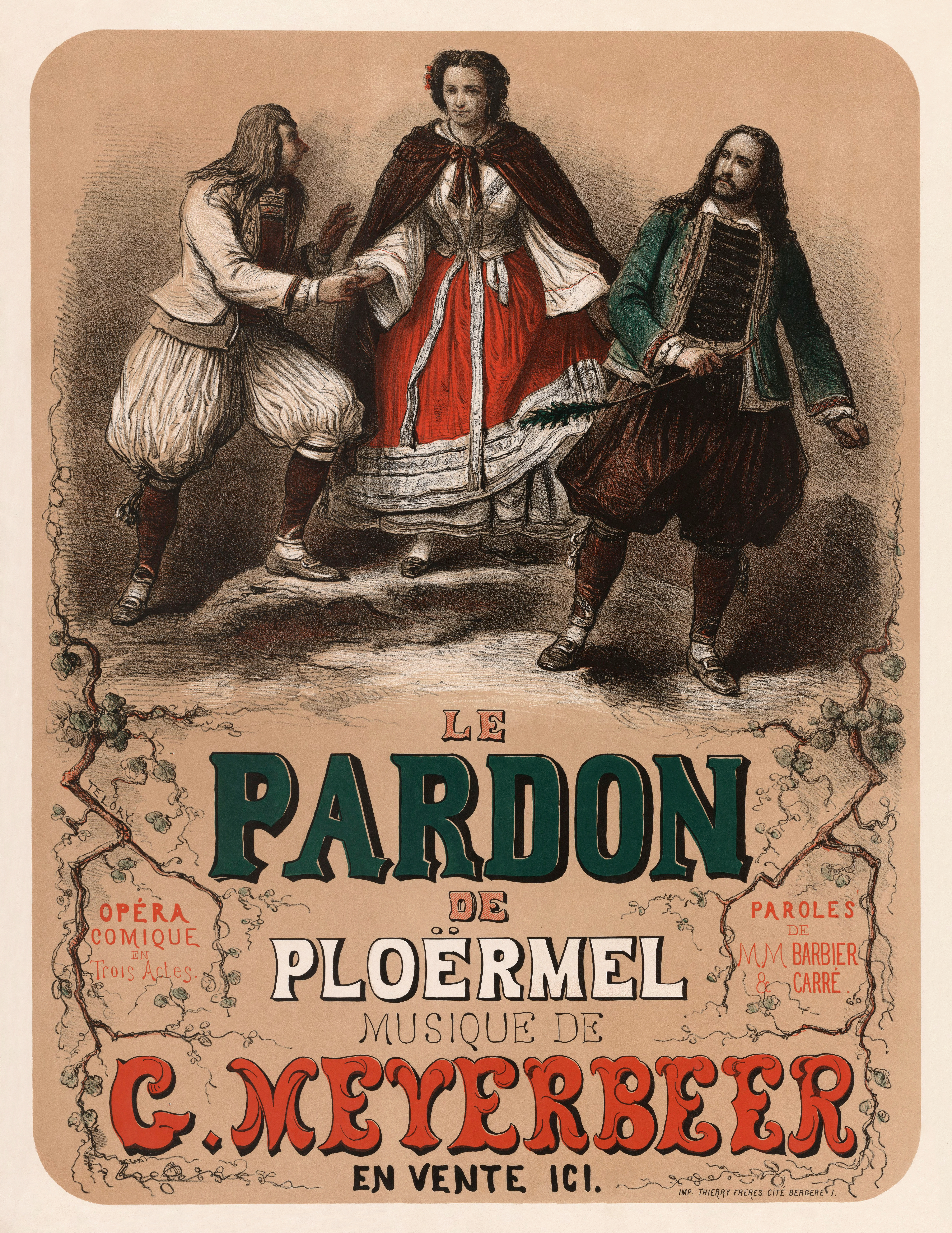
Plakat prapremiery opery Le pardon de Ploërmel Giacomo Meyerbeera

- 4 kwietnia – w paryskim Théâtre Favart miała miejsce premiera opery Le pardon de Ploërmel Giacomo Meyerbeera[1][2]
- 9 kwietnia – w Weimarze odbyła się premiera „Huldigungsmarsch” Ferenca Liszta[1][2]
- 1 maja – w wiedeńskim Ungers Casino miała miejsce premiera „Nachtigall-Polka” op.222 Johanna Straussa (syna)[1][2]
- 7 czerwca – w paryskiej Opéra-Comique miała miejsce premiera kantaty „Italie” Fromentala Halévy’ego[1][2]
- 17 czerwca – w Warszawie odbyła się premiera „Ojcze z niebios, Boże Panie” Stanisława Moniuszki[1][2]
- 22 czerwca – w paryskim Théâtre des Bouffes-Parisiens odbyła się premiera operetki Un mari à la porte Jacques’a Offenbacha[1][2][3]
- 6 lipca – w paryskim Théâtre des Bouffes-Parisiens odbyła się premiera operetki Les vivandières de la grande-armée Jacques’a Offenbacha[1][2]
- 21 lipca – w Pawłowsku odbyła się premiera „Polka Maurka champêtre” op.239 Johanna Straussa (syna)[1][2]
- 23 lipca – w Pawłowsku odbyła się premiera „Niko-Polka” op.228 oraz „Jäger-Polka” op.229 Johanna Straussa (syna)[1][2]
- 13 sierpnia – w Pawłowsku odbyła się premiera „Dinorah-Quadrille” op.224 oraz „Der kobold” op.226 Johanna Straussa (syna)[1][2]
- 15 września – w Weimarze odbyła się premiera „Te Deum II” S.27 Ferenca Liszta[1][2][4]
- 19 września – w Kościele Głównym św. Piotra w Hamburgumiała miejsce premiera „Psalm 13” op.27, „O bone Jesu” op.37/1, „Adoramus te, Christe” op.37/2 oraz „Ave Maria” Johannesa Brahmsa[1][2]
- 29 września – w Pawłowsku odbyła się premiera „Gruß an Wien” op.225 Johanna Straussa (syna)[1][2]
- 2 października – w Weimarze odbyła się premiera „Die Seligkeiten” S.25 Ferenca Liszta[1][2][5]
- 9 listopada – w Weimarze odbyła się premiera „Vor hundert Jahren” S.25 Ferenca Liszta[1][2]
- 19 listopada – w Paryżu odbyła się premiera opery Geneviève de Brabant Jacques’a Offenbacha[1][2]
- 20 listopada – w wiedeńskim Volksgarten miejsce premiera walca „Reiseabenteuer” op.227 Johanna Straussa (syna)[1][2]
- 2 grudnia – w hamburskiej Wörmerscher Saal miała miejsce premiera „Begräbnisgesang” op.13[6] oraz „Ave Maria” op.12[7] Johannesa Brahmsa[1][2]
- 18 marca – w wiedeńskiej Musikvereinsaal miała miejsce premiera „Sonaty fortepianowej” D.812 Franza Schuberta[1][2]
- 22 grudnia – w Hawanie odbyła się premiera „Murmures éoliens” op.46 Louisa Gottschalka[1][2]

## Urodzili się
- 21 stycznia – Antoni Rutkowski, polski kompozytor, pianista i pedagog (zm. 1886)
- 24 stycznia – Aleksandr Iljinski, rosyjski kompozytor (zm. 1920)
- 1 lutego
  - Karel Halíř, czeski skrzypek i pedagog (zm. 1909)
  - Victor Herbert, amerykański kompozytor, wiolonczelista i dyrygent (zm. 1924)
- 5 lutego – Giovanni Capurro, włoski poeta i autor tekstów pieśni, m.in. „’O sole mio” (zm. 1920)
- 7 lutego – Emma Nevada, amerykańska śpiewaczka operowa (sopran) (zm. 1940)
- 3 kwietnia – Reginald De Koven, amerykański krytyk muzyczny i kompozytor (zm. 1920)
- 13 maja – August Enna, duński kompozytor operowy (zm. 1939)
- 19 maja – Stanisław Eksner, rosyjski kompozytor, pianista, pedagog polskiego pochodzenia (zm. 1934)
- 26 maja – Aleksandra Klamrzyńska, polska śpiewaczka (zm. 1946)
- 13 czerwca – Konstanty Gorski, polski kompozytor i skrzypek (zm. 1924)
- 22 czerwca – Frank Damrosch, niemiecko-amerykański dyrygent i pedagog (zm. 1937)
- 11 lipca – Alfred Maria Willner, austriacki kompozytor, muzykolog i librecista (zm. 1929)
- 2 sierpnia – Ludwik Teodor Płosajkiewicz, polski kompozytor, dyrygent i pedagog muzyczny (zm. 1926)
- 24 września – Julius Klengel, niemiecki wiolonczelista i kompozytor (zm. 1933)
- 14 października – Camille Chevillard, francuski dyrygent i kompozytor (zm. 1923)
- 16 października – Henryk Pachulski, polski kompozytor i pianista, profesor (zm. 1921)
- 22 października – Karl Muck, niemiecki dyrygent (zm. 1940)
- 26 października – Arthur Friedheim, niemiecki pianista i kompozytor (zm. 1932)
- 19 listopada – Michaił Ippolitow-Iwanow, rosyjski kompozytor i dyrygent (zm. 1935)
- 29 listopada – Andreas Moser, niemiecki skrzypek, pedagog i muzykolog (zm. 1925)
- 6 grudnia – Philipp Gretscher, niemiecki kompozytor, dyrygent chóralny i nauczyciel śpiewu (zm. 1937)
- 24 grudnia – Roman Statkowski, polski kompozytor i pedagog muzyczny (zm. 1925)
- 25 grudnia – Raoul Gunsbourg, francuski impresario operowy i kompozytor pochodzenia rumuńskiego (zm. 1955)
- 30 grudnia – Josef Bohuslav Foerster, czeski kompozytor (zm. 1951)
- 31 grudnia – Max Fiedler, niemiecki dyrygent (zm. 1939)

## Zmarli
- 31 stycznia – Michał Krogulski, polski kompozytor i pianista, pedagog muzyczny (ur. 1789)
- 6 lutego – Jane Stirling, szkocka pianistka, uczennica Fryderyka Chopina i Thomasa Tellefsena (ur. 1804)
- 26 lutego – Ferdinand Schubert, austriacki kompozytor (ur. 1794)
- 22 października – Louis Spohr, niemiecki kompozytor, skrzypek i dyrygent (ur. 1784)
- 7 listopada – Carl Gottlieb Reissiger, niemiecki kompozytor i dyrygent (ur. 1798)
- 30 listopada – Stanisław Serwaczyński, polski skrzypek wirtuoz, kompozytor, dyrygent i pedagog, solista i koncertmistrz Opery Budapeszteńskiej (ur. 1781)
- 31 grudnia – Luigi Ricci, włoski kompozytor (ur. 1805)